# Ernst Renz

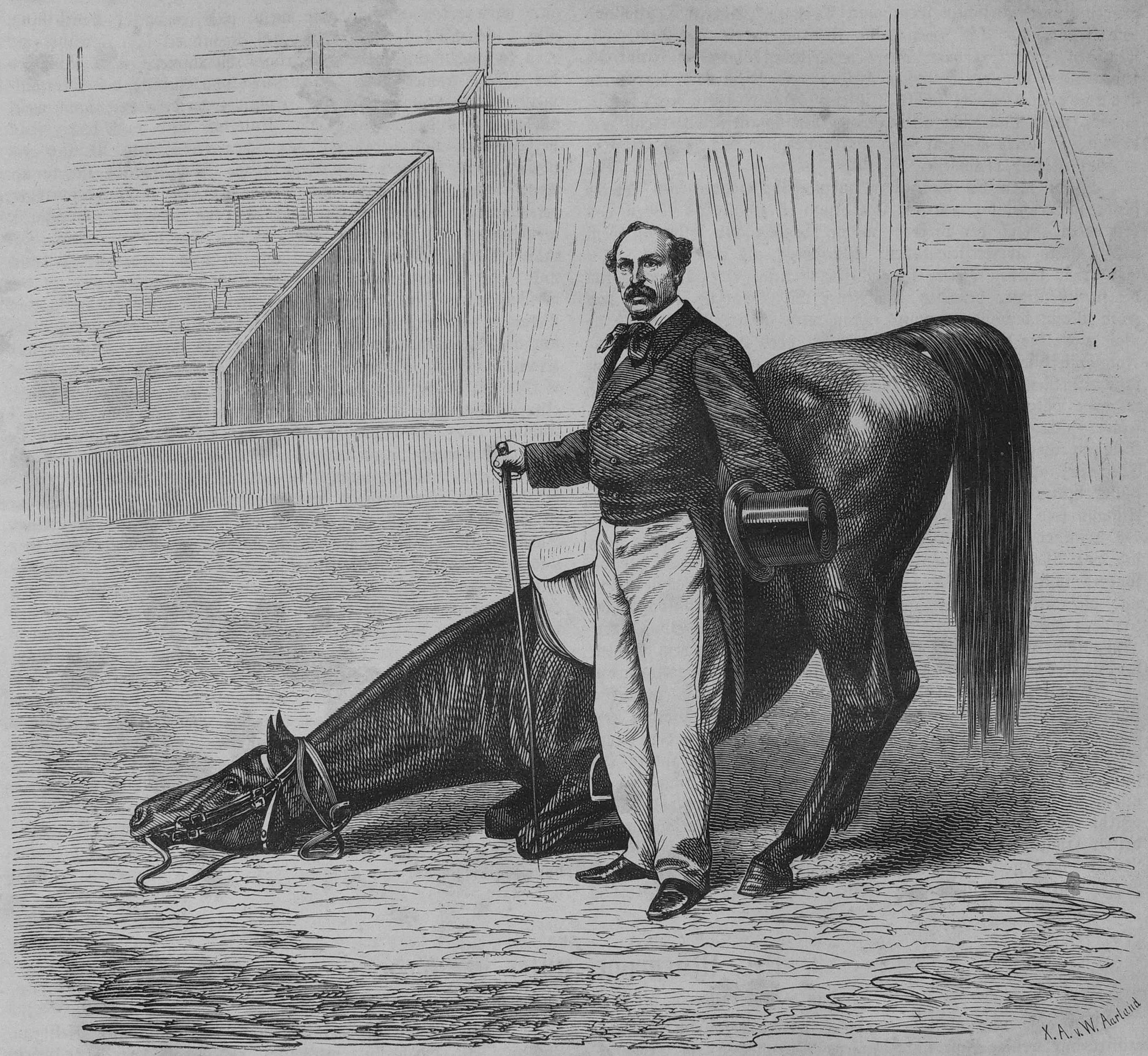
Ernst Renz und sein folgsamster Zögling Danielo. in Die Gartenlaube 1866

Ernst Jakob Renz (* 18. Mai 1815 in Böckingen bei Heilbronn; † 3. April 1892 in Berlin) war ein deutscher Zirkusdirektor und Artist.

## Leben
Renz wurde als Sohn eines Seiltänzers geboren und selbst zum Seiltänzer ausgebildet, wandte sich später jedoch der Pferdedressur zu. Er war Mitglied im Wiener Circus de Bach und reiste mehrere Jahre mit dem Zirkus Brilloff durch Deutschland.
1842 machte er sich mit seinem Circus Olympic selbstständig. 1846 kam er mit seinem Zirkus auf Gastspielreise nach Berlin. 1850 benannte er sein Unternehmen in Circus Renz um und führte die Parforcereiterei ein. Sein Zirkus nutzte einen provisorischen Bau an der Charlottenstraße in der Berliner Friedrichstadt, bis dort 1852 ein Theaterneubau errichtet wurde. Im gleichen Jahr setzte Renz sich im „Zirkuskrieg“ gegen seinen Konkurrenten Dejean durch; sein Unternehmen wurde zum bekanntesten Zirkus Europas dieser Zeit. Er besaß feste Zirkusbauten in Berlin, Wien, Hamburg und Breslau. Renz bereiste auf Gastspielreisen bis in die 1880er Jahre auch andere Städte.
Da er 1879 seinen damaligen Berliner Standort wegen des Baus des Bahnhofs Friedrichstraße aufgeben musste, übernahm er am 20. April die nahe gelegene, bereits seit 1873 als Zirkus genutzte ehemalige Markthalle in der Friedrich-Wilhelm-Stadt (Markthallenstraße, seit 1891 Am Zirkus 1), deren Zuschauerraum er 1888 auf 5.600 Plätze erweitern ließ. An diesem Standort existierte der Zirkus Renz bis 1897.
Neben Pferdedressur sowie Kunst- und Schulreiten führte er Zirkus-Pantomimen sowie riesige Ausstattungsstücke mit bis zu mehreren hundert Mitwirkenden in der Arena auf. Unter anderem zählte der Clown Carl Godlewski zu den Stars des Zirkus Renz.

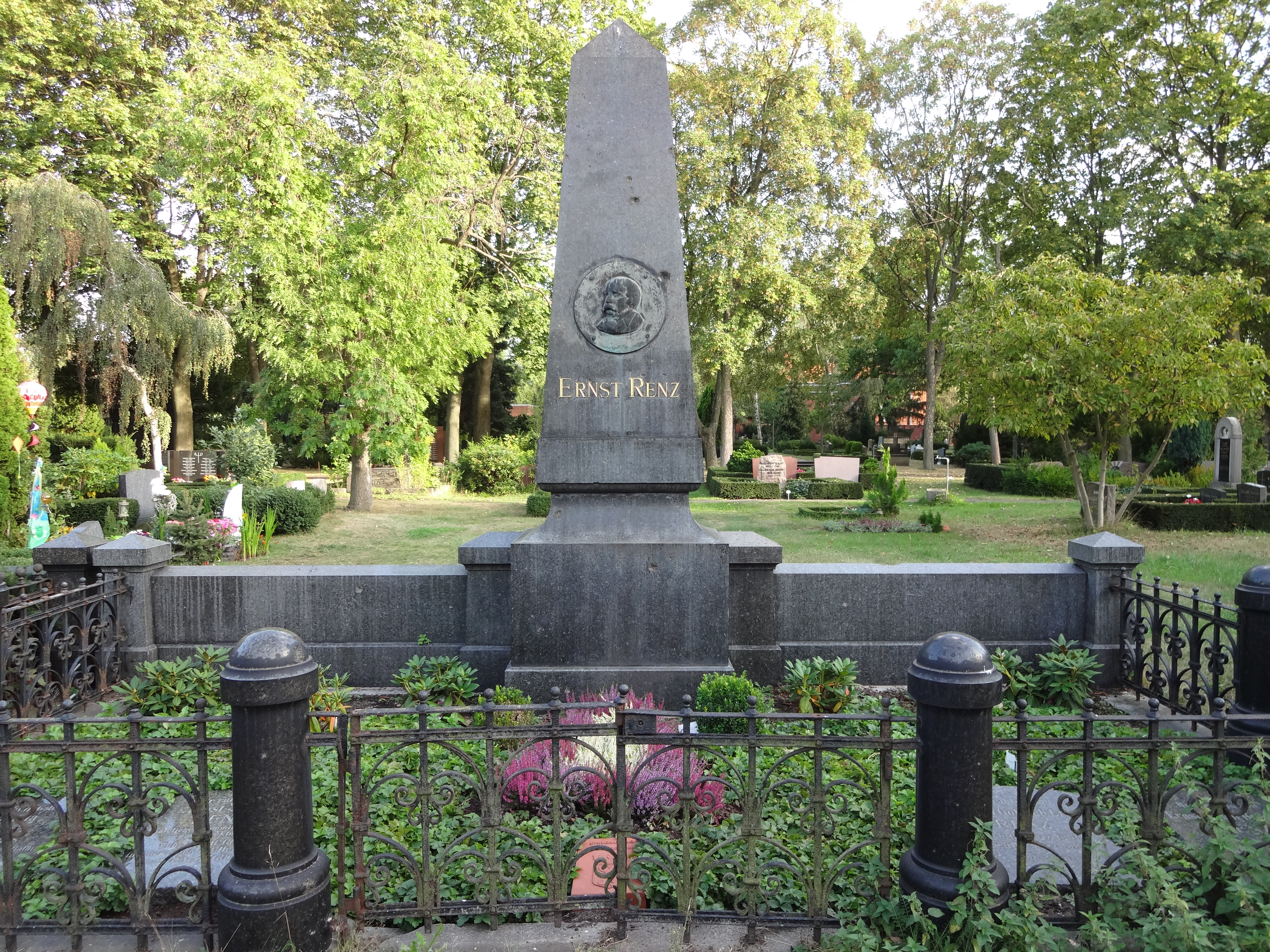
Grabstätte Renz

Ernst Renz wurde zum königlichen Kommissionsrat ernannt. Er wohnte in Berlin im Haus Markgrafenstraße 11. Sein Grab befindet sich auf dem evangelischen Dorotheenstädtischen Friedhof II an der Liesenstraße im Feld M, G4; es ist ein Ehrengrab des Landes Berlin.
Im Jahr 1993 wurde in der Wiener Leopoldstadt (2. Bezirk) die Ernst-Renz-Gasse nach dem Zirkusdirektor benannt, 1862 die Zirkusgasse nach seinem Unternehmen.

## Familie
Ernst Renz war verheiratet mit Antonetta Allemanns (geb. um 1820 in Holland; gest. 2. April 1892 in Berlin). Das Paar hatte vier Söhne und zwei Töchter. Ein Sohn verstarb im Kindesalter. Der älteste Sohn Franz (geb. 1846) wurde Schulreiter und Dresseur und 1892 Nachfolger als Zirkusdirektor. Die Zwillinge Ernst und Adolf (geb. 1851), sowie die Töchter Amanda und Antoinette wurden Schul- und Jagdreiter im väterlichen Zirkus. Auch mehrere Neffen und Nichten von Ernst Renz wurden in seinem Zirkus ausgebildet.

## Ernst-Renz-Preis
Seit 1955 vergibt die  Gesellschaft der Circusfreunde in Deutschland in unregelmäßigen Abständen die Ernst-Renz-Plakette (1955: Ernst-Renz-Gedächtnis-Plakette), seit 2010 Ernst-Renz-Preis.
Bisher wurden mit dem Preis geehrt:
- 1955 Carola Williams (Zirkusdirektorin) und Adolf Althoff (Zirkusdirektor und Tierlehrer)
- 1956 Franz Althoff (Zirkusdirektor und Tierlehrer) und Alfred Bendix (Raubtierlehrer)
- 1957 Rudolf Matthies (Raubtierlehrer)
- 1959 Willy Hagenbeck (Zirkusdirektor und Raubtierlehrer)
- 1962 Frieda Sembach-Krone (Zirkusdirektorin und Tierlehrerin)
- 1963 Fred Petoletti (Tierlehrer)
- 1964 Karl Lichtenthal (Raubtierlehrer)
- 1967 Gunther Gebel-Williams (Tierlehrer)
- 1968 Charlie Rivel (Clown)
- 1970 Fredy Knie (Zirkusdirektor und Tierlehrer)
- 1971 Dieter Farell (Raubtierlehrer)
- 1983 Gerd Siemoneit-Barum (Zirkusdirektor und Raubtierlehrer)
- 1984 Walter Galetti (Clown)
- 1994 Elfi Althoff-Jacob (Zirkusdirektorin)
- 1996 Bernhard Paul (Zirkusdirektor)
- 1998 Christel Sembach-Krone (Zirkusdirektorin und Tierlehrerin) und Rudolf Probst (Zirkusdirektor und Tierlehrer)
- 2007 Konrad Thurano (Artist)
- 2010 Urs Pilz (Artistischer Leiter des Internationalen Zirkusfestivals von Monte-Carlo, Präsident der European Circus Association)
- 2015 Claus Kröplin (Tierlehrer)